# Louis J. Gasnier
Louis J. Gasnier (15 de septiembre de 1875 – 15 de febrero de 1963) fue un director cinematográfico francés. 

## Biografía
Su nombre completo era Louis Joseph Gasnier, y nació en París, Francia. Gasnier estaba trabajando en el teatro cuando Pathé le contrató para dirigir producciones en la incipiente industria cinematográfica. Dirigió al cómico Max Linder en muchos de sus primeros cortos, y en 1912 Gasnier emigró a los Estados Unidos a instancias de Pathé, consiguiendo renombre gracias a su trabajo en diversas prestigiosas producciones, entre ellas el serial The Perils of Pauline, protagonizado por Pearl White, con la cual trabajó en otras cintas.
Cabe destacar que Louis J. Gasnier dirigió para los estudios Paramount varias películas del mítico astro del tango Carlos Gardel: En 1933 Espérame y Melodía de arrabal. En 1934 El tango en Broadway y Cuesta abajo, esta última considerada en 1934 como la mejor película de habla hispana.
Pese a ello la carrera de Gasnier declina con la llegada del cine sonoro, siendo incapaz de adaptarse a los cambios que exigía la nueva tecnología. Por ese motivo pronto hubo de hacer producciones de bajo presupuesto para estudios muy pequeños, las cuales no tenían apenas distribución.
Puede afirmarse que su film de mayor fama, aunque no por razones artísticas, es la cinta anti-marihuana Reefer Madness, rodada n 1936. Su mensaje propagandístico, histérico y sermoneador, lo ha convertido en un film de culto. Esta producción ha sido, incluso, frecuentemente emitida por diferentes cadenas televisivas, algo no habitual en un film de muy bajo presupuesto de la década de 1930. Tras Reefer Madness Gasnier hizo otras ocho películas antes de retirarse de la dirección en 1941, aunque después él actuó como extra sin créditos en unos pocos filmes. Así, interpretó a un Viejo francés en la cinta de Steve McQueen Hell Is for Heroes (1962).  
Louis J. Gasnier falleció en Hollywood, California, en 1963, a los 87 años de edad.

## Filmografía

### Director
| - 1905 : La Première Sortie d'un collégien - 1906 : Le Premier Cigare d'un collégien - 1906 : Le Pendu - 1907 : Les Débuts d'un patineur - 1907 : Un drame à Séville - 1908 : Tirez s'il vous plaît - 1908 : Le Cheval emballé - 1909 : Une jeune fille romanesque - 1909 : Une campagne électorale - 1909 : La Timidité vaincue - 1909 : L'Ingénieux Attentat - 1909 : En bombe - 1909 : Le Petit Jeune Homme - 1910 : Max fait du ski - 1910 : Les Débuts de Max au cinéma - 1910 : Le Duel d'un monsieur myope - 1911 : Une mariée qui se fait attendre - 1913 : Les Débuts d'un yachtman - 1914 : Detective Swift - 1914 : The Perils of Pauline - 1914 : The Exploits of Elaine - 1914 : The Stolen Birthright - 1915 : The New Exploits of Elaine - 1916 : Annabel's Romance - 1916 : Hazel Kirke - 1916 : The Shielding Shadow - 1917 : The Seven Pearls - 1917 : The Mystery of the Double Cross - 1918 : Hands Up! - 1919 : The Tiger's Trail - 1919 : The Pleasant Devil - 1920 : The Corsican Brothers - 1920 : The Butterfly Man - 1920 : Kismet - 1921 : Good Women - 1921 : A Wife's Awakening - 1921 : Silent Years - 1922 : The Call of Home - 1922 : Rich Men's Wives - 1922 : Thorns and Orange Blossoms - 1923 : The Hero - 1923 : Poor Men's Wives - 1923 : Daughters of the Rich - 1923 : Mothers-in-Law - 1923 : Maytime - 1924 : The Forbidden Story of Monte Carlo | - 1924 : Poisoned Paradise - 1924 : Wine - 1924 : The Breath of Scandal - 1924 : White Man - 1924 : The Triflers - 1925 : The Parasite - 1925 : The Boomerang - 1925 : Faint Perfume - 1925 : Parisian Love - 1926 : Lost at Sea - 1926 : Pleasures of the Rich - 1926 : Out of the Storm - 1926 : La modelo de París (That Model from Paris) - 1926 : Sin Cargo - 1927 : The Beauty Shoppers - 1927 : Streets of Shanghai - 1928 : Should Tall Men Marry? - 1928 : Fashion Madness - 1929 : Darkened Rooms - 1930 : Amor audaz - 1930 : Slightly Scarlet - 1930 : Shadow of the Law - 1930 : L'Énigmatique Monsieur Parkes - 1930 : The Virtuous Sin - 1931 : The Lawyer's Secret - 1931 : Silence - 1932 : The Strange Case of Clara Deane - 1932 : Forgotten Commandments - 1933 : Topaze - 1933 : Iris perdue et retrouvée - 1933 : Esperáme - 1933 : Melodía de arrabal - 1933 : Gambling Ship - 1934 : Fedora - 1934 : Cuesta abajo - 1934 : El tango en Broadway - 1935 : The Last Outpost - 1936 : Reefer Madness - 1937 : The Gold Racket - 1937 : Bank Alarm - 1938 : Juan soldado - 1938 : The Marines Come Thru - 1938 : The Sunset Murder Case - 1939 : La Inmaculada - 1940 : Murder on the Yukon - 1941 : Stolen Paradise |

### Guionista
- 1919 : The Pleasant Devil
- 1933 : Topaze
- 1933 : Esperáme

### Productor
- 1917 : The Fatal Ring
- 1922 : Rich Men's Wives

### Actor
- 1914 : The Perils of Pauline